# Forsthaus Saupferch
Das Forsthaus Saupferch ist ein Bauwerk in Bad Dürkheim und unter der Bezeichnung Saupferch zugleich als Wohnplatz ausgewiesen.

## Lage
Das Gebäude befindet sich mitten im Pfälzerwald auf der Waldgemarkung der Stadt Bad Dürkheim, deren Siedlungsgebiet mehr als fünf Kilometer weiter östlich liegt, am Nordfuß des Drachenfels. In seiner unmittelbaren Umgebung verläuft der Dreibrunnentalbach, der kurze Zeit später von rechts in den Glashüttentalbach mündet.

## Geschichte
Mitte des 20. Jahrhunderts hielten sich im Einzugsgebiet des Standortes rund 300 Schweine auf, was ihm den Namen „Saupferdell“ einbrachte. Etwa 1755 wurde das Bauwerk errichtet, das zunächst als Unterkunft für Waldarbeiter fungierte.  1928 hatte der Ort fünf Einwohner, die in einem Wohngebäude lebten. Nachdem das ursprünglich als Forsthaus fungierende Gebäude im Jahr 1964 im Zuge einer Forstreform seinen bisherigen Zweck eingebüßt hatte, kaufte die Stadt Bad Dürkheim das Bauwerk und verpachtet es mittlerweile als Gaststätte.

## Tourismus
Am Forsthaus Saupferch vorbei führen der Fernwanderweg Staudernheim–Soultz-sous-Forêts sowie ein solcher, der mit einem blau-roten Balken gekennzeichnet ist und der von Kirchheimbolanden bis nach Pirmasens führt.